# Mayon
Mayon – czynny stratowulkan na wyspie Luzon na Filipinach o wysokości 2463 m n.p.m. Tworzy stożek wulkaniczny o zboczach nachylonych pod kątem 35–40°. Na szczycie znajduje się niewielki krater.
Mayon uznawany jest obecnie za najaktywniejszy wulkan Filipin. Erupcje są notowane od 1616. Najtragiczniejszy w skutkach był wybuch z 1 lutego 1814, który zniszczył wiele okolicznych miejscowości i spowodował ponad 1200 ofiar śmiertelnych. Ostatnia miała miejsce w 2024 roku.

## Galeria

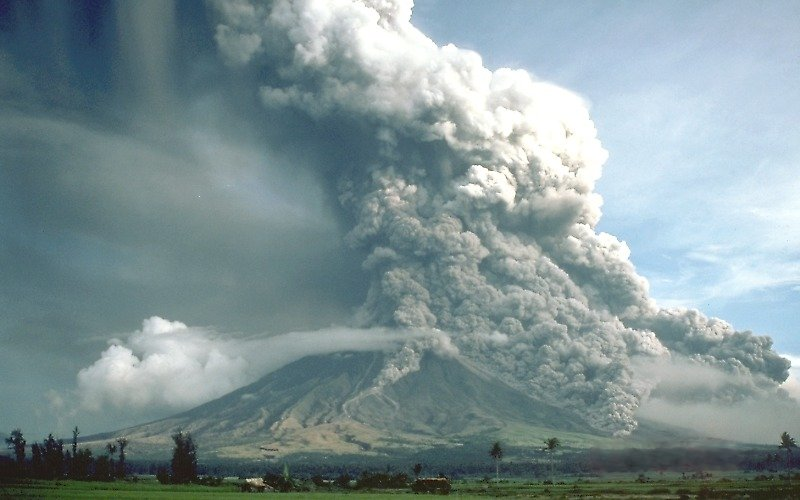
Erupcja wulkanu w 1984
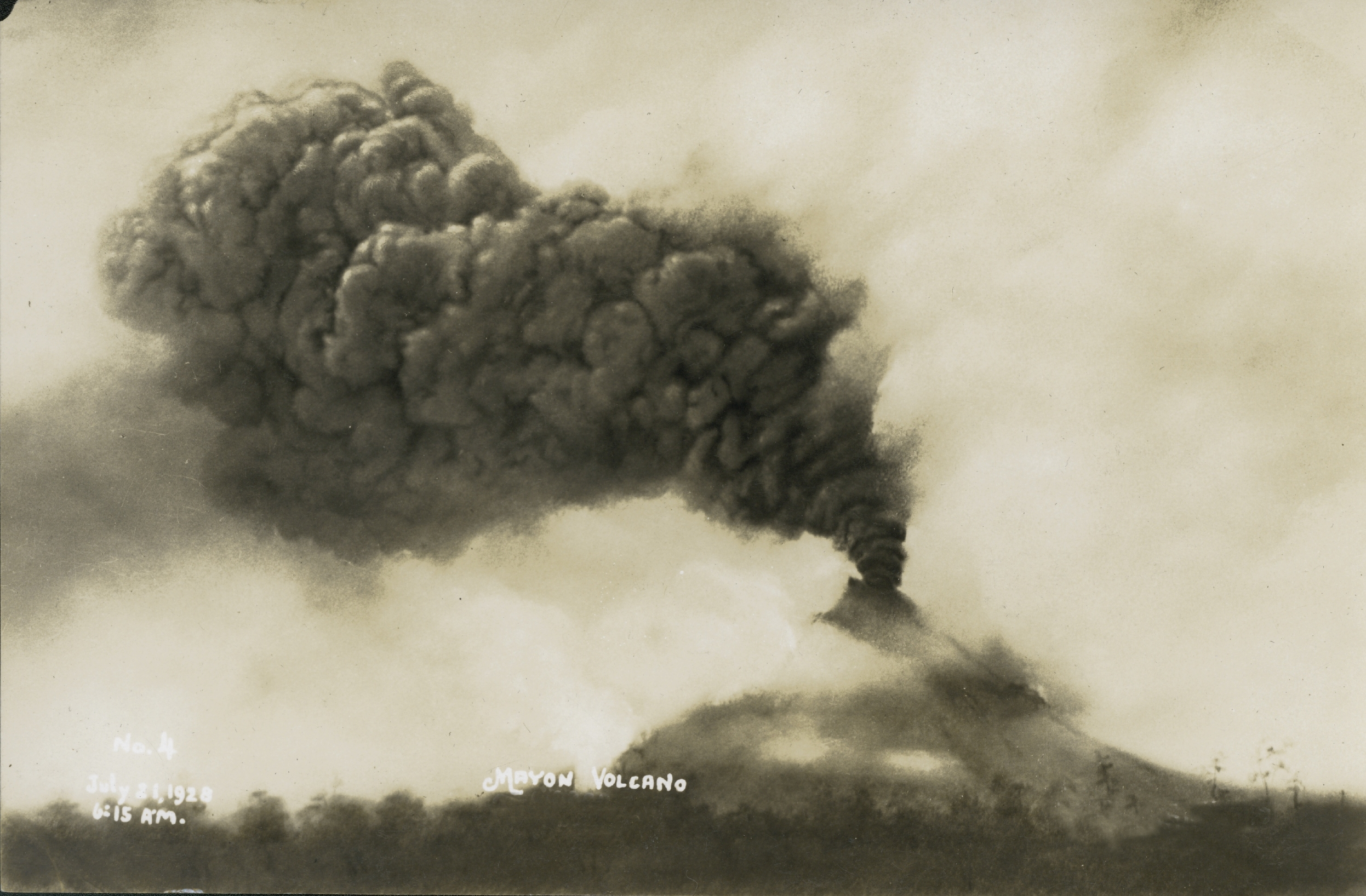
Erupcja wulkanu w 1928